# Popis registracijskih oznaka plovila u Bugarskoj
Bugarska ima 11 lučkih ispostava koje obuhvaćaju gradove na obali Crnog mora. Gradovi Balčik, Bjala, Carevo, Pomorije, Primorsko, Sozopol i Šabla imaju latinične registracijske oznake grad Nеsebăr ima čirilične oznake dok gradovi Ahtopol, Kavarna i Varna imaju i čirilične i latinične registracijske oznake za plovila, odn. čamce, jedrilice i ostale brodice.
Popis registracijskih oznaka lučkih ispostava:
| Lučka ispostava | Izvorni nazov | Kratica (latinica) | Kratica (ćirilica) |
| --------------- | ------------- | ------------------ | ------------------ |
| Ahtopol         | Ахтопол       | AH                 | AX                 |
| Balčik          | Балчик        | BCH                |                    |
| Bjala           | Бяла          | BL                 |                    |
| Carevo          | Царево        | TSR                |                    |
| Kavarna         | Каварна       | KV                 | KB                 |
| Nеsebăr         | Несебър       |                    | HC                 |
| Pomorije        | Поморие       | PM                 |                    |
| Primorsko       | Приморско     | PR                 |                    |
| Sozopol         | Созопол       | SZ                 |                    |
| Šabla           | Шабла         | SHB                |                    |
| Varna           | Варна         | VN                 | BH                 |